# SIRV Titu
SIRV Titu este o companie specializată în reparația de vagoane de călători din România.
Este deținută de omul de afaceri Vasile Blidar, care mai deține și companiile Astra Vagoane Călători, Astra Vest, fabrica de marmură Marmura București și Tristar București.
Compania a avut o cifră de afaceri de circa 2,7 milioane euro în 2008.